# Analicia Ramírez
Analicia Ramírez (ur. 13 stycznia 1986 w m. Meksyk) – meksykańska wioślarka.

## Osiągnięcia
- Mistrzostwa Świata – Poznań 2009 – dwójka podwójna wagi lekkiej – 13. miejsce[1].